# Iglesia de Santa María de Sabada
La iglesia parroquial de Santa María de Sabada está situada en Lastres, en el concejo asturiano de Colunga.
Es un edificio de una sola nave y cúpula sobre cruceros y dos capillas laterales con bóveda de arista. Tiene dos pórticos laterales. La torre es de base cuadra, calada por tres arcos de medio punto, sobre el piso intermedio el cuerpo del campanario donde hay un alto tambor de planta octogonal con cuatro balcones en voladizo que culmina en cúpula de piedra. 
El templo tiene un estilo elegante con mezcla del neoclásico y barroco. Su retablo mayor es neoclásico con calle central y con columnas jónicas y frontón.